# Paul Röder (Maler)
Paul Röder (* 8. Dezember 1897 in Barmen; † 14. September 1962 in Marktoberdorf) war ein deutscher Maler und Kunsterzieher.

## Leben
Paul Röder wurde als zweiter Sohn des Malers Georg Röder geboren; sein Bruder war der Maler Adolf Röder. Paul Röder besuchte das Realgymnasium an der Sedanstraße und zog mit 17 Jahren von der Schulbank als Freiwilliger in den Ersten Weltkrieg. Nach Kriegsende besuchte er das Lehrerseminar in Hattingen und unterrichtete daraufhin an Gymnasien in Barmen, Düsseldorf und Essen. Er arbeitete im Atelier seines Vaters, besuchte die Kunstgewerbeschulen in Barmen und Elberfeld sowie die Kunstakademie Düsseldorf. Sein erstes Atelier richtete Röder 1922 in Düsseldorf ein, wo er mit seiner Frau Elly Mischke lebte. Nach ihrem Tode heiratete Röder 1928 Carol Stöffl, mit der er noch im gleichen Jahr ein Haus mit Atelier in Essen erbaute. Im Zweiten Weltkrieg zog er 1943 als Lehrer mit einer Essener Schulklasse nach Kraftisried. 1948 baute er ein Haus in Unterthingau; 1958 zog er in sein neu erbautes Haus nach Marktoberdorf.
Der Künstler unternahm zahlreiche Studienreisen nach Frankreich, Belgien, Italien, Österreich, Schweiz und Jugoslawien. Er war Mitglied im Ring bergischer Künstler.

## Werk
1919 stellte Röder seine Arbeiten in der Barmer Ruhmeshalle aus, weitere Ausstellungen folgten in Essen, Velbert, Duisburg, Bochum, Karlsruhe, Stuttgart, Augsburg, Will (Schweiz), Kempten, Memmingen, Marktoberdorf und anderswo.
Paul Röder erhielt 1943 von der Stadt Essen den Auftrag, das im Zweiten Weltkrieg durch Luftangriffe weitgehend zerstörte Essen zu malen. 38 der dabei entstandenen Bilder befinden sich heute im dortigen Folkwang-Museum.
Im Paul-Röder-Museum in Marktoberdorf befindet sich mit etwa 70 Bildern ein Querschnitt seines Lebenswerkes, Landschafts- und Städtebilder, Porträts, Stillleben sowie einige abstrakte Werke. Die dortige Sammlung enthält auch einige afrikanische Waffen und Kulturgegenstände aus dem Hause des verstorbenen Malers.
Auswahl von Paul Röders Arbeiten:
- Ringelblumen
- Am Waldrand
- Möwen über bewegter See
- Ruhrsandsteinbruch – Essen Am Baldeneysee, 1942
- Anglerparadies, 1941

## Auszeichnungen
- Bundesverdienstkreuz, 1958[2]

## Bewertung
Das Paul-Röder-Museum beschrieb die Bilder Paul Röders als „Sprengstoff in Farben und Formgefügen. Anfangs noch der impressionistischen Malweise verbunden, ging er bald zu großflächigen Landschaftsbildern über, die man am besten als gegenständliche Abstraktionen bezeichnet. Das Atmosphärische in seinen Kompositionen teilt das Wesentliche mit und überlässt dem Betrachter eine wohltuend breite Skala des ‚Sich Findens‘ in das Phantastische, in Farb- und Formvisionen.“